# Джованни да Верчелли
Джованни да Верчелли (ок. 1205 года — 30 ноября 1283) — шестой генеральный магистр ордена проповедников (доминиканцев). Причислен Католической церковью к лику блаженных

## Биография
Джованни да Верчелли родился в 1205 году в Моссо, Пьемонт. Изучал каноническое право в Париже, Павии и Верчелли, около 1240 года вступил в доминиканский орден. В 1254 году был назначен приором доминиканского монастыря в Болонье. В 1255 году глава ордена Гумберт Романский послал его с миссией в Венгрию. С 1257 по 1264 год он занимал пост главы ломбардийской провинции ордена доминиканцев. На этом посту проявил себя умелым и энергичным руководителем, регулярно обходил пешком все обители ордена, призывая к строгому соблюдению орденских правил.
В 1264 Джованни да Верчелли был избран Генеральным магистром ордена.
Во время его правления папа Григорий X поручил доминиканскому ордену выступать посредником в переговорах между враждующими государствами Апеннин. Кроме того, по предложению Григория X он основал «Общество Святого Имени», чьей задачей был пропагандировать культ Святого имени Иисуса. Джованни да Верчелли также участвовал в подготовке Второго Лионского собора. В 1276 году папа Иоанн XXI назначил Джованни да Верчелли и главу францисканцев Джироламо д’Асколи (будущего папу Николая IV) легатами на мирных переговорах между Филиппом III Французским и Альфонсом X Кастильским.
В конце жизни ему был предложен пост латинского патриарха Иерусалима, от которого он отказался. Несмотря на преклонный возраст совершил несколько пасторских визитов в Англию, Германию и Францию, обходя по привычке пешком доминиканские монастыри региона. Во время одного из таких визитов в южную Францию заболел и умер 30 ноября 1283 года в Монпелье. Был похоронен в доминиканском монастыре Монпелье, его могила была уничтожена гугенотами в 1562 году.
Беатифицирован в 1903 году папой Пием X. Память в Католической церкви — 30 ноября.